# 高瀬友規奈
高瀬 友規奈（たかせ ゆきな、1987年7月31日 - ）は、日本の女優。東京都出身。

## 人物
- アーブルを経てJOY MAKERに所属。
- 品川女子学院中等部・高等部卒業。女優の佐倉知里は中学時代からの親友で、部活も一緒だった[1]。
- 3歳からジャズダンスを始め、以後もクラシックバレエ等の踊りを習得する。
- 舞台の演出と脚本も手がけている。
- 2022年3月に第一子を出産した事をSNSで発表した。

## 出演

### CM
- アミノバイタルゼリー（2003年）
- KDDI（2003年）
- カンコー学生服New Ozaki「Do you like you?」編（2003年）
- ACジャパン(当時：公共広告機構)「イキな思いやり江戸しぐさ」（2004年）
- 劇団四季（2004年）
- アイホン（2004年）
- 江崎グリコ ポッキー 文化祭編（2007年）
- キリンビールZERO（2008年）
- 三菱東京UFJ銀行（2008年）
- JA全農（2009年）
- Honey COLLECTION（2010年）
- 山武azbil 全調システム「きくばり」（2010年）
- 味の素「エビグラタン」（2011年）
- 宝酒造「果莉那-Carina-」（2013年）

### ドラマ
- ヤンキー母校に帰る（2003年10月‐12月、TBS）澤田ミカ役
- FIRE BOYS 〜め組の大吾〜 第5話（2004年2月、フジテレビ）
- 野ブタ。をプロデュース（2005年10月‐12月、日本テレビ）沼田真弓役
- ギャルサー（2006年4月‐6月、日本テレビ）ヨーコ役
- もうひとつのシュガー&スパイス（2006年8月、フジテレビ）内田絵里役
- のだめカンタービレ（2006年10月‐12月、フジテレビ）田中真紀子役
- セクシーボイスアンドロボ 第5話（2007年5月、日本テレビ）立花知枝役
- 鹿男あをによし 第3、4、5、6、10話（2008年1月‐3月、フジテレビ）村瀬役
- 無理な恋愛 第3、4、5話（2008年4月‐5月、フジテレビ）はるか役
- 学校じゃ教えられない!第3、4話（2008年7月‐8月、日本テレビ）稲井聖子役
- 世にも奇妙な物語 春の特別編「爆弾男のスイッチ」（2009年3月、フジテレビ）
- 妄想捜査〜桑潟幸一准教授のスタイリッシュな生活 最終話（2012年3月、テレビ朝日）雅子役
- 初心-はつごころ-（2014年7月、WEBドラマ）主演 橘恵美役
- クロスポイント-一番キレイな季節-（2015年、WEBドラマ）橘恵美役

### 映画
- 天使（2006年）カナ 役
- 髪がかり（2008年）清滝奈津美 役
- 20世紀少年 第2章 最後の希望（2009年）
- しんおん（2009年）津久井未希 役
- 花になる（2009年）高橋咲子 役
- ゲキアツ〜真夏のエチュード〜（2011年）ヒロイン 水沢泉 役
- LR  Lost Road（2014年）主演 ユーコ 役
- ナグラチームが解散する日（2015年）ヒロイン 早乙女夏海 役

### 舞台
- 明治生命ミュージカル『Annie』（1998年）ペッパー役
- フジTVミュージカル『Big』　（2000年）少女役
- ミュージカル『kiddy2002』　（2002年）ヒカル役 ※主演作
- アルゴミュージカル『山に抱かれて』　（2003年）
- tsuwamono（2005年）アリス役
- ミュージカル「絆 －少年よ、大紙を抱け！－」（2010年11月18日 - 2010年11月23日、新国立劇場・中劇場）ヒロイン 松本愛 役
- ダンスパフォーマンス集団Qualia 「感覚室」 （2011年、Mt. RAINIER HALL）
- 平成時代劇 萬屋錦之助一座 「ざ☆よろきん」 （2012年1月、シアターグリーンBIG TREE THEATER）　お文役
- Freak box vol.1（2013年1月、ギャラリーLE DECO）　ヴァンパイア エマ役
- キタムラ印プロデュース公演#2「MARIONETTES‐マリオネッツ‐」（2013年2月20日-24日、中目黒キンケロシアター）ヒロイン 竹内ナナカ 役
- 劇団☆錦魚鉢 第9回公演「顔と罰 イケメン×ブサイク学園戦争」（2013年4月17日-21日、「劇」小劇場）主演 小日向ホマレ 役
- ウォルター・ミティにさよなら2013（2013年10月、横浜相鉄本多劇場）ヒロイン 祐子役

### PV
- GACKT『THE NEXT DECADE』（2009年）AKIKO役